# Broadway Fever
Pour plus de détails, voir Fiche technique et Distribution.
Broadway Fever est un film américain réalisé par Edward F. Cline, sorti en 1929. 

## Fiche technique
- Titre : Broadway Fever
- Réalisation : Edward F. Cline
- Scénario : Viola Brothers Shore (en), Paul Perez (en), Fanny Hatton (en) et Frederic Hatton
- Photographie : John W. Boyle
- Montage : Byron Robinson
- Pays de production : États-Unis
- Format : Noir et blanc - 1,33:1 - Film muet
- Genre : comédie
- Date de sortie : 1929

## Distribution
- Sally O'Neil : Sally McAllister
- Roland Drew : Eric Byron
- Corliss Palmer : Lila Leroy